# ایوان کاریل
ایوان کاریل (انگلیسی: Ivan Caryll; ۱۲ مهٔ ۱۸۶۱ – ۲۹ نوامبر ۱۹۲۱) آهنگساز اهل ایالات متحده آمریکا بود.